# Psomiocarpa
Psomiocarpa es un género de helechos perteneciente a la familia Tectariaceae.

## Taxonomía
El género fue descrito por Karel Presl y publicado en Abhandlungen der Königlichen Böhmischen Gesellschaft der Wissenschaften, ser. 5 6: 521. 1851. La especie tipo es: Psomiocarpa apiifolia (J. Sm.) C. Presl

## Especies aceptadas
A continuación se brinda un listado de las especies del género Psomiocarpa aceptadas hasta enero de 2013, ordenadas alfabéticamente. Para cada una se indica el nombre binomial seguido del autor, abreviado según las convenciones y usos:
- Psomiocarpa acuminata (Link) C. Presl
- Psomiocarpa apiifolia (J. Sm.) C. Presl